# Tutti in palestra
Tutti in palestra è una miniserie televisiva italiana composta da 3 episodi, diretta da Vittorio De Sisti, venne girata nel 1987 ma è andata in onda su Italia 1 solo nell'autunno del  1989.
La miniserie venne prodotta dopo il successo della più nota serie Professione vacanze, trasmessa nella primavera del 1987, con la quale condivide regia e produzione; rimasta tuttavia inedita per due anni e trasmessa infine nelle serate del 21, 28 settembre e 5 ottobre 1989.

## Trama
La storia ruota intorno alle storie sentimentali dei frequentatori di una palestra gestita da Anna (Jenny Tamburi) e Angelo (Rodolfo Bigotti), una coppia in crisi.